# Eric Berne
Eric Berne, ameriški psihiater, * 10. maj 1910, Montreal, Kanada, † 15. julij 1970, Monterey, Kalifornija, ZDA.
Berne je utemeljitelj transakcijske analize in avtor uspešnice Katero igro igraš? (Games people play).